# Kulturni identitet
Kulturni identitet dio je identiteta osobe, odnosno samopoimanja i percepcije sebstva, a povezan je s nacionalnošću, etničkom pripadnošću, vjerom, društvenom klasom, generacijom, lokalitetom ili bilo kojom vrstom društvene skupine koja ima svoju posebnu kulturu. Na taj je način kulturni identitet karakterističan i za pojedinca, ali i za kulturno identičnu skupinu članova koji dijele isti kulturni identitet ili odgoj. Identitet kulture predstavlja promjenjiv proces pod utjecajem različitih društvenih, kulturnih i povijesnih iskustava. Osobe doživljavaju različite razine promjena u svom kulturnom identitetu; dok neki često prolaze kroz te promjene, drugi rijetko mijenjaju svoj kulturni identitet, očuvavajući jasnu definiciju svoje kulturne pripadnosti. To znači da imaju dinamičnu, ali stabilnu integraciju svoje kulture.
Kulturni identitet osobe sastoji se od tri ključna elementa: kulturnog znanja, oznake kategorije i društvenih veza. Razumijevanje vlastitog kulturnog identiteta povezano je s osobnim poznavanjem temeljnih karakteristika vlastite kulture. Oznaka kategorije odnosi se na povezanost osobe s njezinim identitetom putem neizravne pripadnosti spomenutoj kulturi. Društvene veze odnose se na povezanost osobe sa svojim identitetom putem društvenih odnosa. Kulturni identitet se razvija kroz niz koraka. Prvo, osoba dolazi do razumijevanja kulture kroz uranjanje u te vrijednosti, uvjerenja i prakse. Drugo, osoba se tada identificira kao član te kulture ovisno o svom rangu unutar te zajednice. Treće, razvijaju odnose kao što su najuža obitelj, bliski prijatelji, kolege s posla i susjedi.
Pojam kulture je izuzetno kompleksan, često podložan kontroverzama među akademicima koji evidentiraju otprilike 160 različitih varijacija značenja. Potpora konceptu kulture leži u tome da je ona dinamična, podložna promjenama tijekom vremena i u različitim kontekstima. To dovodi do toga da se mnogi ljudi danas identificiraju s jednom ili više kultura na različite načine.
Ta karakteristika igra ključnu ulogu u oblikovanju identiteta osobe, doprinoseći načinu na koji ona percipira sebe i grupe s kojima se identificira. Nečije razumijevanje vlastitog i tuđeg identiteta razvija se od rođenja i oblikuje se vrijednostima i stavovima koji prevladavaju kod kuće i u zajednici koja ga okružuje.

## Opis
Razne moderne kulturne studije i društvene teorije istraživale su kulturni identitet i razumijevanje. U proteklim desetljećima pojavio se novi oblik identifikacije koji raspadaju tradicionalno shvaćanje pojedinca kao jedinstvenog entiteta na kolekciju različitih kulturnih identifikatora. Ti kulturni identifikatori mogu biti rezultat različitih uvjeta uključujući: lokaciju, spol, rasu, povijest, nacionalnost, jezik, seksualnost, vjerska uvjerenja, etničku pripadnost, estetiku, pa čak i hranu. Profesor Paul James ističe da se identitet definira kao niz značajki koje osobu razlikuju od drugih te nadilazi obilježja poput imena i spola; smatra da je identitet dinamičan i da se mijenja konstantno tijekom života, ovisno o osobnim izborima i društvenom okruženju.
Razlike među kulturama mogu biti izuzetno suptilne u određenim dijelovima svijeta, posebice u brzo rastućim gradovima s raznolikim etničkim stanovništvom. Društveno jedinstvo često se gradi na geografskoj povezanosti, dok se kulturne podjele često odvijaju na suptilnijim razinama.
Kao "povijesni rezervoar", kultura je važan čimbenik u oblikovanju identiteta. Budući da je jedna od glavnih karakteristika kulture njezin "povijesni rezervoar", mnoge skupine, ako ne i sve, provode revizije (bilo svjesno ili nesvjesno) u svom povijesnom zapisu kako bi ojačale snagu svog kulturnog identiteta ili stvorile onaj koji im daje presedan za stvarne reforme ili promjene. Neki kritičari kulturnog identiteta tvrde da očuvanje kulturnog identiteta, temeljenog na različitosti, predstavlja polarizirajuću silu u društvu te da kozmopolitizam pojedincima pruža veći osjećaj zajedničkog državljanstva. Kada se razmatra praktična suradnja u međunarodnom društvu, države mogu dijeliti inherentni dio svoje "strukture" koji pruža zajedničku osnovu i alternativne načine identifikacije jednih s drugima. Nacije pružaju okvir za kulturne identitete nazvan vanjskom kulturnom stvarnošću, koja utječe na jedinstvene unutarnje kulturne stvarnosti pojedinaca unutar nacije.
Postoji poveznica između kulturnog identiteta i novih medija.
Umjesto da nužno predstavlja interakciju pojedinca unutar određene skupine, kulturni identitet može biti definiran društvenom mrežom ljudi koji oponašaju i slijede društvene norme kako ih predstavljaju mediji. U skladu s time, pojedinci možda ne stječu ponašanja i znanja isključivo iz kulturnih ili vjerskih skupina, već možda izgrađuju svoj kulturni identitet učeći društvene norme putem medija.
Niz kulturnih kompleksnosti oblikuje način na koji pojedinci interagiraju s kulturnom stvarnošću u svom životu. Nacija predstavlja značajan čimbenik kulturne složenosti, jer postavlja osnove za identitet pojedinca, iako može biti u konfliktu s nečijom kulturnom stvarnošću. Na kulturne identitete utječe nekoliko različitih čimbenika kao što su vjera, podrijetlo, boja kože, jezik, klasa, obrazovanje, profesija, vještine, obitelj i politički stavovi. Ovi čimbenici pridonose razvoju nečijeg identiteta. 
Kulturni identitet u osnovi predstavlja način na koji kao pojedinci ispunjavamo različite uloge u svojim životima. Bez obzira jesmo li u ulozi učitelja, studenta, prijatelja, šefa, zaposlenika ili bilo koje druge, naši obrasci ponašanja i način na koji naše sheme doprinose tim ulogama čine sastavne elemente našeg općeg kulturnog identiteta.

## „Kulturna arena”
Primjećuje se da „kulturna arena” pojedinca, odnosno mjesto gdje netko živi, ima utjecaj na kulturu koju ta osoba prihvaća. Okoliš, atmosfera i ljudi na tim mjestima igraju ključnu ulogu u oblikovanju osjećaja pojedinca prema kulturi koju želi prihvatiti. Mnogi imigranti smatraju da je potrebno promijeniti svoju kulturu kako bi se uklopili u kulturu većine građana u zemlji. To može biti u sukobu s trenutnim uvjerenjem useljenika u njihovu kulturu i može predstavljati problem, budući da se useljenik osjeća prisiljenim birati između dviju prisutnih kultura.
Neki bi se mogli prilagoditi različitim kulturama u svijetu tako da se posvete dvjema ili više kultura. Nije nužno ograničavati se na jednu kulturu. Mnogi ljudi se druže i komuniciraju s osobama iz jedne kulture te istovremeno s drugom skupinom ljudi iz druge kulture. Stoga, kulturni identitet može poprimiti različite oblike i mijenjati se ovisno o kulturnim sferama. Pojava interneta značajno je promijenila utjecaj kulturnih arena, okupljajući ljude sa zajedničkim kulturnim interesima, za koje bi prije bilo vjerojatno da će se integrirati u svoju kulturnu sferu stvarnog svijeta. Ta prilagodljivost je ono što ljudima omogućuje da se osjećaju dijelom društva i kulture kamo god krenuli. 

## Jezik
Jezik omogućuje članovima grupe da raspravljaju o svojim vrijednostima, uvjerenjima i običajima, pridonoseći time oblikovanju kulturnog identiteta. Dugo se smatralo da, ako djeca izgube svoj jezik, mogu izgubiti dio ili čak cijeli svoj kulturni identitet. Kada učenici kojima je engleski jezik drugi jezik idu na nastavu gdje se od njih zahtijeva da komuniciraju isključivo na engleskom, često osjećaju da njihov materinji jezik nije cijenjen ili ima manju vrijednost. Neka su istraživanja otkrila da to dovodi do potpunog gubitka njihove kulture i jezika, a to može dovesti ili do velike promjene kulturnog identiteta ili da se bore da shvate tko su. Jezik također obuhvaća način na koji ljudi komuniciraju s vršnjacima, članovima obitelji, autoritetima i strancima, uključujući ton i stupanj bliskosti koji se odražavaju u jeziku. Proces učenja također može biti pod utjecajem kulturnog identiteta putem razumijevanja određenih riječi i preferencija u upotrebi tih riječi prilikom učenja i korištenja drugog jezika Iako se mnogi aspekti kulturnog identiteta mogu mijenjati, kao što su državljanstvo ili utjecaji vanjskih kultura, jezik ostaje ključna komponenta kulturnog identiteta. Ipak, najnovija istraživanja mogu sugerirati da jezik možda nije uvijek presudan.

## Obrazovanje
Rasprava o kulturnom identitetu često izostaje u učionicama ili obrazovnom okruženju gdje nastavnik vodi nastavu. Ponekad se suočava s izazovima kada pokušava pokrenuti razgovor o kulturnom identitetu i pripadajućim pitanjima, što može rezultirati neslaganjem i otežati napredovanje u razgovoru. Nedostatak razgovora o kulturnom identitetu može stvoriti prepreke za obrazovni rast, razvoj samopouzdanja i socijalnu kompetenciju. U takvim okruženjima često postoje različite kulturne pozadine, a problemi mogu nastati zbog raznolikih svjetonazora koji otežavaju razumijevanje vrijednosti vršnjaka i različitog podrijetla. Ako su učenici potaknuti na razmišljanje izvan uobičajenog okvira, mogu izgraditi bolje veze sa svojim vršnjacima i dodatno razvijati vlastiti svjetonazor. Također, instruktori bi trebali uzeti u obzir različite potrebe učenika kako bi najefikasnije prenijeli gradivo na način koji uključuje svakog pojedinca.
Izuzetno je važno kada učenici shvate da su znanje i istina relevantni za svaku osobu, da instruktori nisu nepogrešivi te da njihova osobna iskustva oblikuju njihova uvjerenja. Ova spoznaja omogućuje učenicima bolje kontekstualiziranje novih informacija kroz vlastita iskustva, uzimajući u obzir i različita kulturna iskustva drugih. To zauzvrat potiče razvoj kritičkog razmišljanja i izazivanje novih informacija, što je korisno za sve učenike u učionici.
Postoje dva ključna načina kako nastavnici mogu poticati ovakav odgovor od svojih učenika kroz aktivno uključivanje kulturnog identiteta. Prvi način je poticanje učenika da sudjeluju u razrednim raspravama s vršnjacima, stvarajući zajednicu u kojoj učenici mogu dijeliti svoje znanje, postavljati pitanja svojim vršnjacima i nastavnicima te tako učiti o međusobnom kulturnom identitetu, što doprinosi prihvaćanju različitih svjetonazora u učionici. Drugi način uključuje primjenu metoda aktivnog učenja, poput formiranja malih grupa i analize studija slučaja. Kroz ove aktivnosti, učenici mogu shvatiti da je njihov kulturni identitet dobrodošao i cijenjen, potičući tako uključivanje i dijalog u učenju.

## Razvoj identiteta useljenika
Dina Birman i Edison Trickett (2001.) proveli su višedimenzionalno istraživanje razvoja identiteta među imigrantskim skupinama, fokusirajući se na akulturaciju. Koristili su kvalitativni pristup putem neformalnih intervjua s prvom generacijom sovjetskih židovskih adolescenata izbjeglica, promatrajući proces akulturacije kroz tri različite dimenzije: jezičnu kompetenciju, akulturaciju ponašanja i kulturni identitet.
Rezultati istraživanja ukazuju da se "akulturacija pojavljuje u linearnom obrascu tijekom vremena za većinu dimenzija akulturacije, s povećanjem akulturacije na američku kulturu i smanjenjem akulturacije na rusku kulturu. Međutim, važno je napomenuti da se kompetencija ruskog jezika za roditelje nije smanjila s duljinom boravka u zemlji" (Birman & Trickett, 2001). Ovo istraživanje pridonosi razumijevanju procesa akulturacije među imigrantskim skupinama, posebno naglašavajući kompleksnost razvoja identiteta u novom kulturnom okruženju.
Studija Phinney, Horencyzk, Liebkind i Vedder (2001.) fokusirala se na model koji analizira interakciju između karakteristika imigranata i odgovora većinskog društva kako bi se razumjeli psihološki učinci imigracije. Rezultati su ukazali na to da bikulturalnost, odnosno kombinacija snažnog etničkog i snažnog nacionalnog identiteta, donosi najbolju prilagodbu u novoj zemlji boravka.
LaFromboise, Coleman i Gerton pružili su pregled literature o utjecaju bikulturalnog identiteta, ističući mogućnost stjecanja kompetencije unutar dvije kulture bez gubitka osjećaja identiteta ili potrebe za identifikacijom s jednom kulturom umjesto s drugom (LaFromboise et al., 1993.).
Značaj etničkog i nacionalnog identiteta u obrazovnoj prilagodbi imigranata sugerira da bikulturalna orijentacija može imati pozitivan utjecaj na školski uspjeh (Portes & Rumbaut, 1990.).
Nastavnici imaju ključnu ulogu u podržavanju učenika imigranata. Pružanje pristupa domaćim kulturnim grupama za podršku, nastavi jezika, izvanškolskim aktivnostima i klubovima može pomoći učenicima da se osjećaju povezanijima s domorocima i nacionalnom kulturom.
Studija u citatu također spominje suradnju školskog okruga u Alberti, Kanada, s raznim agencijama i stručnjacima kako bi se olakšala kulturna prilagodba mladih filipinskih useljenika. Ova suradnja obuhvaća obiteljske radionice i stručno usavršavanje učitelja kako bi poboljšali jezično učenje i emocionalni razvoj mladih i njihovih obitelji.

## Školski prijelazi
Istraživanje Johna W. Alspaugha, objavljeno u časopisu Journal of Educational Research u rujnu/listopadu 1998. (vol. 92, br. 1), proučavalo je gubitak uspjeha povezan s tranzicijom između osnovnih i srednjih škola. Uspoređujući tri skupine od 16 školskih okruga, zaključeno je da je gubitak bio izraženiji u slučajevima kada je prijelaz bio između šestog razreda nego iz K-8 sustava. Također, primijećeno je veće smanjenje uspjeha kada su se učenici iz više osnovnih škola spojili u jednu srednju školu. Istraživanje je pokazalo da su učenici iz oba modela školovanja, K-8 i srednjih škola, doživjeli pad uspjeha prilikom prijelaza u srednju školu, iako je smanjenje bilo izraženije među srednjoškolcima. Stopa napuštanja srednje škole bila je viša u okruzima sa srednjim razredima 6-8 nego u onima s K-8 osnovnim školama.
Trostupanjski model razvoja etničkog identiteta Jeana S. Phinneyja široko je prihvaćen pristup formiranju kulturnog identiteta. Prema ovom modelu, kulturni identitet često prolazi kroz tri faze: neispitani kulturni identitet, potragu za kulturnim identitetom i postizanje kulturnog identiteta.
Neispitani kulturni identitet predstavlja fazu u kojoj se nečije kulturne karakteristike smatraju samorazumljivima, a postoji malo interesa za istraživanje kulturnih pitanja. Ovo je često prisutno tijekom djetinjstva, kada osoba još nije razvila svijest o kulturnim razlikama između svog kućanstva i drugih. U ovoj fazi, pojedinac obično prihvaća ideje o kulturi koje crpi iz vlastitog okruženja, uključujući roditelje, medije, zajednicu i druge izvore.
Primjer razmišljanja u fazi neispitanog kulturnog identiteta može uključivati izjave poput: "Nemam kulturu, ja sam samo Amerikanac." Ova izjava odražava stav da su vlastite kulturne karakteristike implicitne ili nevažne. Također, izjava "Roditelji mi govore o tome gdje su živjeli, ali što me briga? Nikada nisam živio tamo." pokazuje nedostatak interesa ili važnosti pridavanja roditeljskim pričama i kulturnom naslijeđu, što su obilježja neispitanog kulturnog identiteta. Osoba u ovoj fazi obično ne istražuje dublje aspekte vlastite kulture i nije svjesna važnosti kulturnih razlika. 
Potraga za kulturnim identitetom je proces istraživanja i propitivanja vlastite kulture kako bi se saznalo više o njoj te razumjeli implikacije članstva u toj kulturi. Tijekom ove faze, osoba počinje analizirati svoja uvjerenja, uspoređujući ih s vjerovanjima drugih kultura. Za neke, ova faza može proizaći iz prekretnice u njihovom životu ili iz rastuće svijesti o drugim kulturama. Karakterizira ju rastuća svijest u društvenim i političkim forumima te želja za dubljim razumijevanjem vlastite kulture. To se može manifestirati postavljanjem pitanja članovima obitelji o njihovoj baštini, posjetom muzejima, čitanjem relevantnih kulturnih izvora, upisivanjem školskih tečajeva ili sudjelovanjem u kulturnim događanjima. Ova faza također može uključivati emocionalnu komponentu.
Primjer razmišljanja u ovoj fazi bio bi: "Želim znati što radimo i po čemu se naša kultura razlikuje od drugih." "Okružen sam mnogim ljudima koji nisu Japanci, što dovodi do prilične zbunjenosti prilikom odlučivanja o mom vlastitom identitetu."
Dostizanje kulturnog identiteta je obilježeno izraženim, samopouzdanim prihvaćanjem vlastite osobe i unutarnjom integracijom kulturnog identiteta. U ovoj fazi, ljudi često dopuštaju da njihovo prihvaćanje kulturnog identiteta oblikuje njihove buduće odluke, poput pristupa odgoju djece, suočavanja sa stereotipima i diskriminacijom te reagiranja na negativne percepcije. Ovo obično rezultira povećanim samopouzdanjem i pozitivnom psihološkom prilagodbom.

## Uloga interneta
Postoji skup fenomena koji se pojavljuju u sprezi između virtualne kulture – shvaćene kao načini i norme ponašanja povezane s internetom i online svijetom – i kulture mladih. Dok razgovaramo o dvojnosti između virtualne (online) sfere  i stvarne sfere (odnosi licem u lice), za mlade je ta granica implicitna i propusna. Ponekad, kada su izloženi ljutnji roditelja i učitelja, te sfere čak mogu preklapati, što znači da mladi ljudi mogu biti u stvarnom svijetu, ali i dalje ostati povezani s oba utjecaja.
U trenutačnom tehno-kulturnom kontekstu, veza između stvarnog svijeta i virtualnog svijeta ne može se shvatiti kao poveznica između dva neovisna i odvojena svijeta koja se možda podudaraju u jednoj točki, već kao Moebiusova traka u kojoj ne postoji unutarnje i vanjsko i gdje je nemoguće identificirati granice između oba. Za nove generacije, u sve većoj mjeri, digitalni život integrira se sa životom kod kuće kao još jedan prirodni element. U ovom postupnom prihvaćanju digitalnog života često se ističu procesi učenja iz tog okruženja, ne samo zato što se izričito postavljaju pitanja o tome, već i zato što tema interneta spontano izranja među ispitanicima. Koncepti aktivnog učenja, traženja informacija putem pretraživača kada nešto nije poznato, korištenje tutorijala za "učenje" programa ili igara, te izjava "naučio sam engleski bolje i na zabavniji način igrajući se" često su primjeri koji se često navode kao razlozi zbog kojih mladi ispitanici najčešće posjećuju internet.
Internet postaje produžetak ekspresivne dimenzije mladih. Mladi koriste taj prostor za razgovor o svojim životima i brigama, stvarajući sadržaj koji dijele s drugima i evaluirajući reakcije drugih putem elektronički posredovanog društvenog odobravanja. Procesi afirmacije su ključni, a mladi često rastu uzimajući u obzir odobravanje vršnjaka. Povezani na internetu, dijele svoje svakodnevne rutine i živote, istražujući različite aspekte svog identiteta kroz objave, slike i videozapise. Novi oblici tehnologije mijenjaju dinamiku njihovih međuljudskih odnosa, postavljajući izazove za osjećaje pripadnosti i prihvaćanja. Ovaj digitalni prostor postao je važno područje istraživanja u proučavanju utjecaja tehnologije na adolescente i mlade odrasle, dok pregovaraju o svom identitetu i suočavaju se s osudom i podrškom drugih, čime oblikuju svoj identitet.
Mladi postavljaju pitanja o vlastitom mišljenju o sebi, kako ih doživljavaju osobno, i posebno kako ih doživljavaju drugi. Na temelju tih pitanja, mladi donose odluke koje oblikuju njihov identitet kroz dugotrajan proces eksperimentiranja i učenja iz pokušaja i pogrešaka. Ovo eksperimentiranje predstavlja i način na koji razmišljaju o svojoj pripadnosti, članstvu i socijalnoj interakciji u "stvarnom" svijetu.
Iz različitih perspektiva, postavlja se pitanje o utjecaju interneta na mlade kroz pristup ovakvom "laboratoriju identiteta" i ulogu koju ima u oblikovanju njihovog identiteta. S jedne strane, internet omogućuje mladima da istražuju i preuzimaju različite uloge i personifikacije, dok s druge strane virtualni forumi – neki od njih vrlo atraktivni, živopisni i upijajući (npr. videoigre ili virtualne igre personifikacije) – mogli predstavljati rizik za izgradnju stabilnog i održivog osobnog identiteta.

## Daljnje čitanje
- Anderson, Benedict. 1983. Imagined Communities. Verso. London.
- Balibar, Renée; Laporte, Dominique. 1974. Le français national: Politique et pratique de la langue nationale sous la Révolution. Paris: Hachette.
- Bourdieu, Pierre. 1980. L'identité et la représentation. Actes de la recherche en sciences sociales. 35: 63–70. doi:10.3406/arss.1980.2100
- Certeau, Michel de; Julia, Dominique; Revel, Jacques. 1975. Une politique de la langue: La Révolution française et les patois. Paris: Gallimard.
- Evangelista, M. 2003. "Culture, Identity, and Conflict:  The Influence of Gender." Conflict and Reconstruction in Multiethnic Societies. The National Academies Press. Washington, D. C.
- Fishman, Joshua A. 1973. Language and Nationalism: Two Integrative Essays. Newbury House.
- Güney, Ü. 2010. We see our people suffering: the war, the mass media and the reproduction of Muslim identity among youth. Media, War & Conflict. 3 (2): 1–14. doi:10.1177/1750635210360081. S2CID 144184123
- Gellner, Ernest. 1983. Nations and Nationalism. Basil Blackwell. Oxford.
- Gordon, David C. 1978. The French Language and National Identity (1930–1975). Mouton.
- James, Paul. 2015. Despite the Terrors of Typologies: The Importance of Understanding Categories of Difference and Identity. Interventions: International Journal of Postcolonial Studies. 17 (2): 174–195. doi:10.1080/1369801x.2014.993332. S2CID 142378403
- Milstein, T.; Castro-Sotomayor, J. 2020. "Routledge Handbook of Ecocultural Identity". Routledge. https://doi.org/10.4324/9781351068840

- Paksoy, H. B. 2001. Identities: How Governed, Who Pays?.  Arhivirana inačica izvorne stranice od 4. travnja 2023. (Wayback Machine) Printech. Lubbock, Texas. – preko Carrie Books

- Robyns, Clem. 1995. "Defending the national identity". In Andreas Poltermann (ur.), Literaturkanon, Medienereignis, Kultureller Text. Erich Schmidt Verlag ISBN 3-503-03727-6.

- Robyns, Clem. 1994. Translation and discursive identity. Poetics Today. 15 (3): 405–428. doi:10.2307/1773316. JSTOR 1773316
- Shindler, Michel. 2014. A Discussion On The Purpose of Cultural Identity. The Apollonian Revolt. Inačica izvorne stranice arhivirana 19. travnja 2015. Pristupljeno 9. travnja 2015.
- Sparrow, Lise M. 2014. Beyond multicultural man: Complexities of identity. In Molefi Kete Asante, Yoshitaka Miike, & Jing Yin (ur.), The global intercultural communication reader, 2nd ed. str. 393–414). Routledge.
- Stewart, Edward C., & Bennet, Milton J. 1991. American cultural patterns: A cross-cultural perspective (ur.). Yarmouth, ME: Intercultural Press.
- Woolf, Stuart. "Europe and the Nation-State". EUI Working Papers in History 91/11. European University Institute.
- Yin, Jing. 2018. Beyond Postmodernism: A Non-Western Perspective on Identity. Journal of Multicultural Discourses. 13 (3): 193–219. doi:10.1080/17447143.2018.1497640. S2CID 149705264